# 豊岡駅通商店街

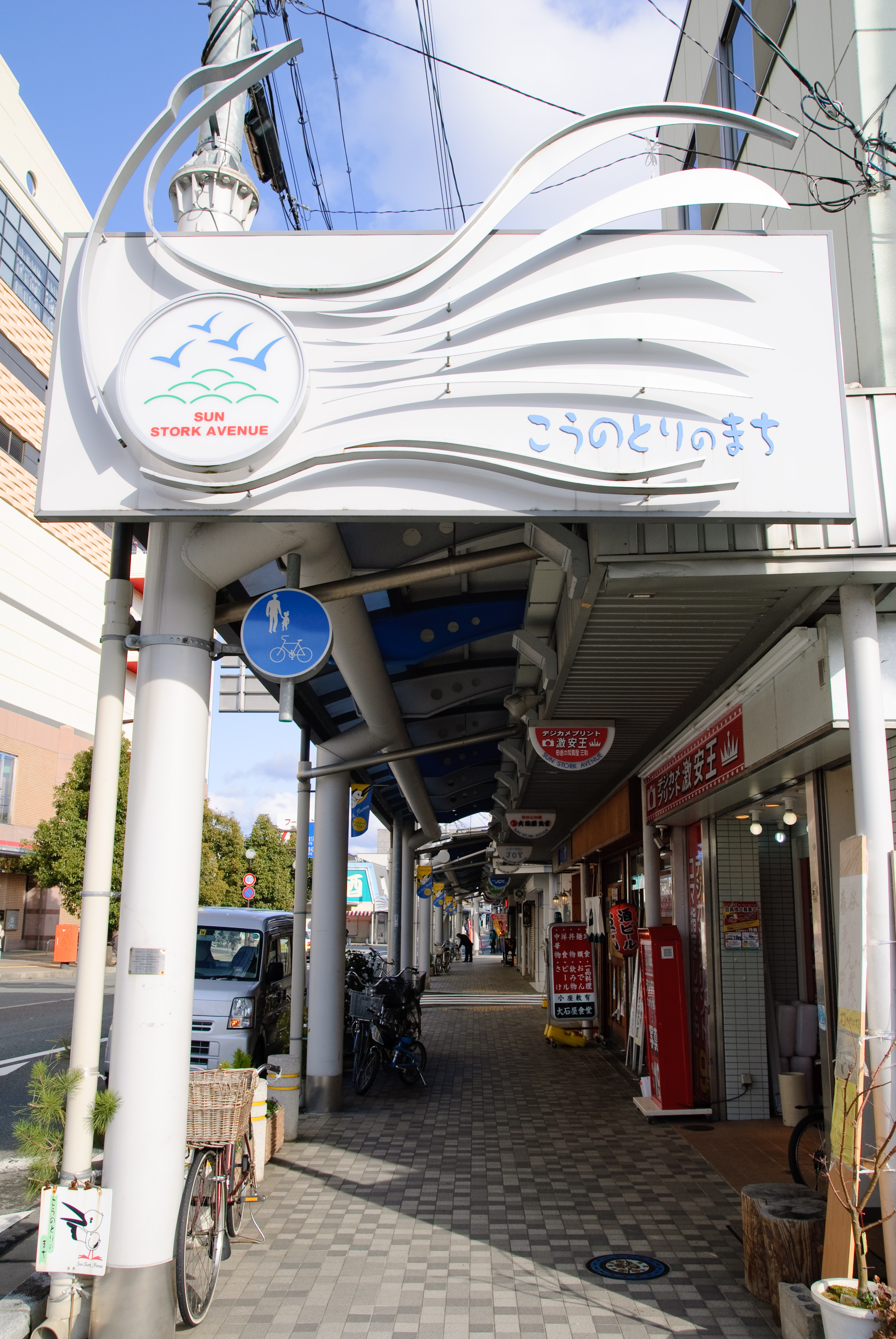
豊岡駅通商店街

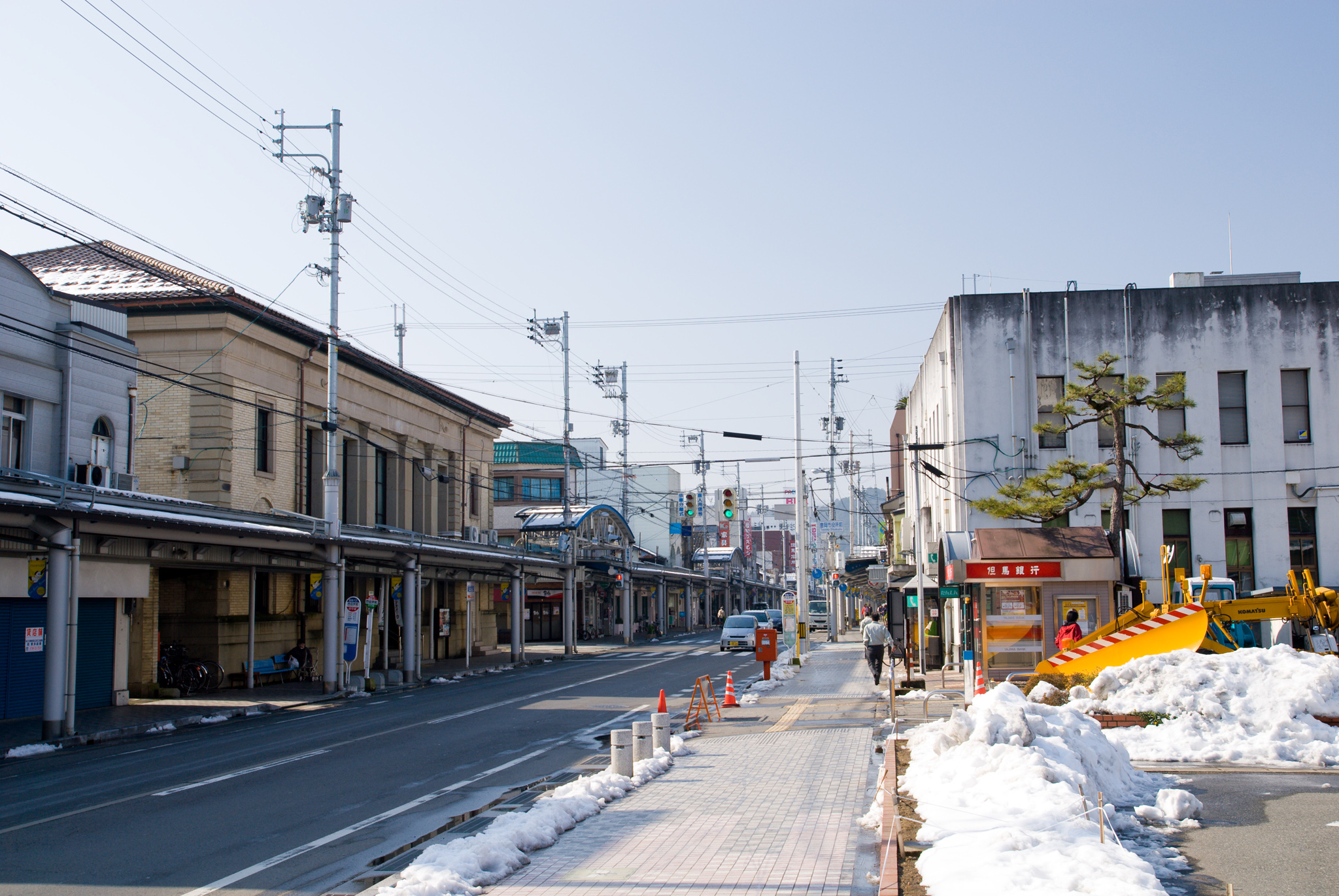
旧山陰合同銀行（左）と旧豊岡郵便局（右）

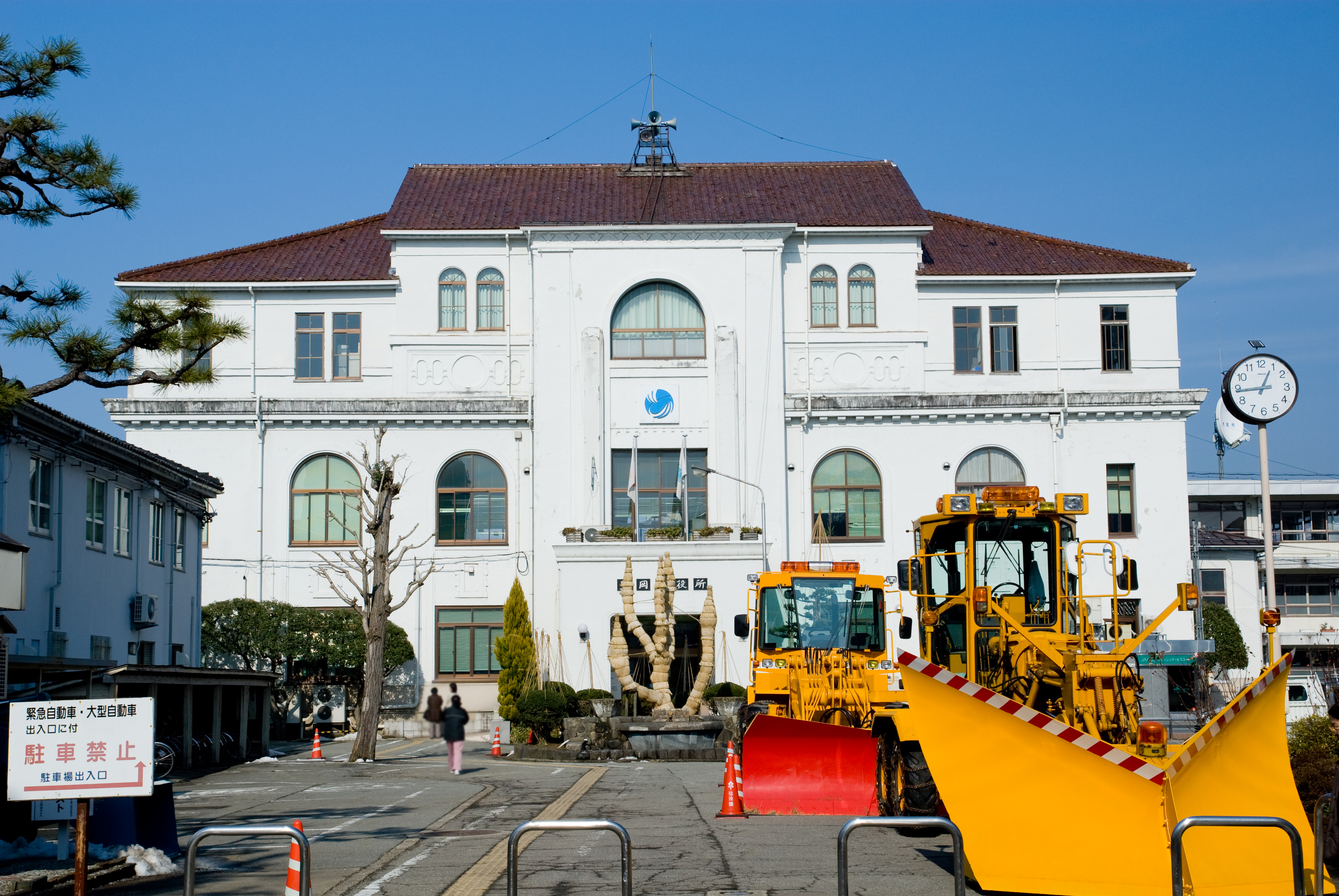
豊岡市役所本庁舎（昭和2年）

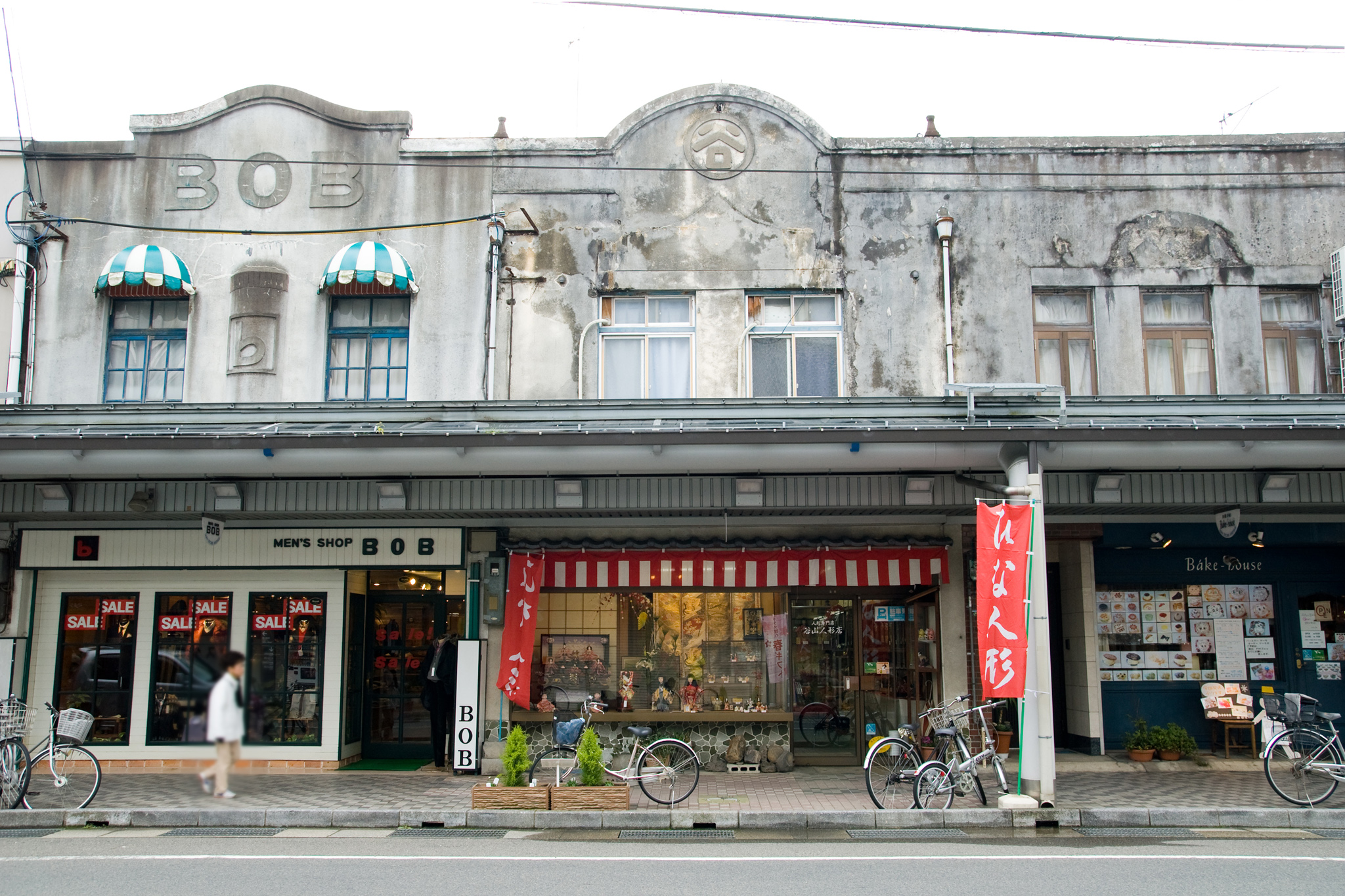
防火建築

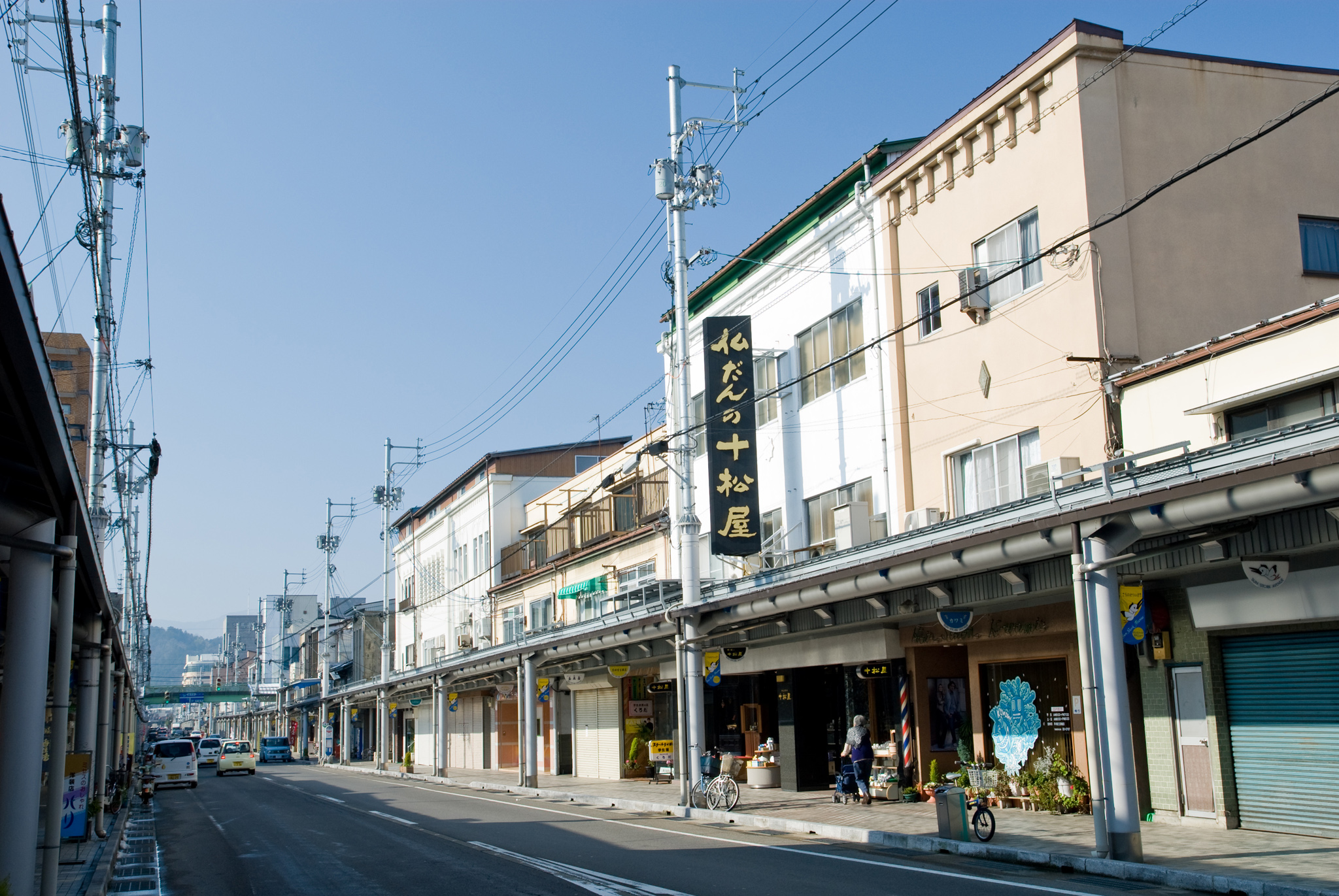
豊岡復興建築群

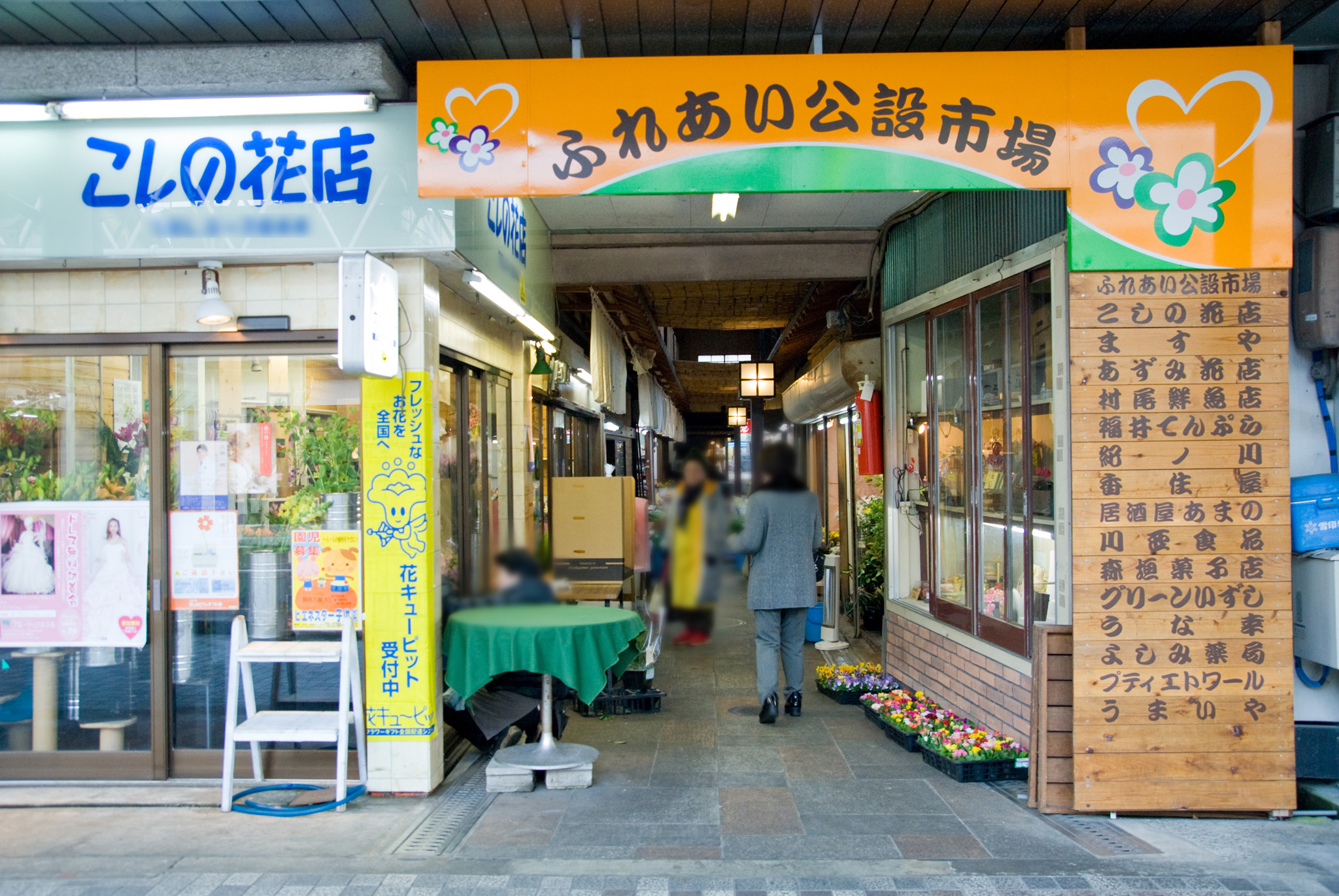
ふれあい公設市場

豊岡駅通商店街（とよおかえきどおりしょうてんがい）は、兵庫県豊岡市の大開通りにある商店街。「サンストークアベニュー」の愛称がある。

## 概要
JR豊岡駅前から東へ約800ｍにわたって、約150の商店が軒を連ねる但馬地域最大の商店街である。東端でカバンストリート（宵田商店街）と接する。
北但大震災（1925年5月23日）後、震災復興再開発事業によって復興した建物が数多く点在し、豊岡復興建築群を形成する。

## 歴史
- 1916年頃（大正5年） - 両側に商店などが定着し始める
- 1924年（大正10年） - 舗装される
- 1925年（大正14年）5月23日 - 北但大震災発生-壊滅的な被害を受ける
- 1927年（昭和2年）4月18日 - 郵便局庁舎完成
- 1927年（昭和2年）6月14日 - 警察署庁舎完成
- 1928年（昭和3年）1月24日 - 豊岡町新庁舎完成、北但大震災復興建築のシンボルとして建築
- 1959年（昭和34年）9月26日 - 伊勢湾の台風被害により旧豊岡市街地の大半が浸水
- 1970年（昭和45年）6月24日 - 両サイド800mに渡ってアーケードを設置
- 2005年（平成17年）4月1日 - アーケード改築に伴い愛称を「豊岡一番街」から「サンストークアベニュー」と名称を変更

## 公共施設
- 豊岡市役所の庁舎群
  - 豊岡市役所本庁舎（昭和2年建築）
  - 豊岡市役所南庁舎（旧豊岡郵便局・昭和2年建築）
  - 豊岡市役所南庁舎別館（旧兵庫県農工銀行豊岡支店・旧山陰合同銀行・昭和9年建築・国登録文化財）
- ふれあい公設市場
- アイティ (兵庫県)

### 金融機関
- 但馬銀行本店
- 但馬信用金庫大開支店
- 三井住友銀行豊岡支店
- 日本政策金融公庫豊岡支店

## 周辺の施設
- JR山陰本線及び京都丹後鉄道 - 豊岡駅
- アイティ (兵庫県)
- 神武山公園
- 豊岡市中央公園
- 豊岡市立豊岡小学校
- 本と暮らしのあるところ だいかい文庫

## 周辺の商店街
- カバンストリート（宵田商店街）
- 豊田商店街 - 2011年までスーパーマーケット「トヨダ」（現・さとうフレッシュフロンティア）本店所在地だった
- 生田東商店街 - 駅通り商店街と平行して東西に伸びる
- 寺町商店街

## イベント
- 豊岡菓子祭前日祭（4月第3土曜日）
- 豊岡トワイライトJAZZ（8月2日）
- 柳まつり - 「豊岡おどり」（8月1日・2日）

## アクセス

### 鉄道
- JR山陰本線及び京都丹後鉄道・豊岡駅より徒歩1分

### バス
- 全但バス（一般路線、特急バス）　停留所「大開東」よりすぐ。

市街地循環バス「コバス」より各停留所「信金大開前」「市役所前」「大開東」下車すぐ。